# Kwail
Kwail är en flygplats i Nordkorea.   Den ligger i provinsen Södra Hwanghae, i den sydvästra delen av landet, 90 km sydväst om huvudstaden Pyongyang. Kwail ligger 10 meter över havet.
Terrängen runt Kwail är kuperad åt sydost, men åt nordväst är den platt. Kwail ligger nere i en dal. Runt Kwail är det tätbefolkat, med 266 invånare per kvadratkilometer. Omgivningarna runt Kwail är en mosaik av jordbruksmark och naturlig växtlighet.